# Almindelig østershat
Almindelig østershat (Pleurotus ostreatus) er en veddestruerende svamp, som lever på løvtræer, ofte almindelig bøg, men også gerne på f.eks. Birk, lind og almindelig hestekastanje. Svampen efterlader et karakteristisk hvidmuld, men også udefra kan man se, om et træ er angrebet. I så fald viser svampen sig nemlig som hvide huller i barken. 
Frugtlegemet er meget foranderligt både på over- og undersiden. Om sommeren kan hatten være helt hvid, lysegul, brun eller gråbrun, men om vinteren er den stålblå. Lamellerne er nedløbende  på stokken, af og til forbundne eller gaffeldelte og hvide eller grålige. Stokken er kort og bærer hatten i siden eller ved randen. Frugtlegemerne optræder for det meste i bundter med 20-30 hatte samlet, men man træffer også enkeltsiddede frugtlegemer.
Svampen kan danne frugtlegemer både i sommer- og vintertiden, men den er mest kendt som en udpræget vintersvamp, hvor hattene kan overleve selv længere frostperioder. Den trives derimod ikke i varmt, subtropisk klima.
Ud over at være en grådig ødelægger af træ, stof og papir er Almindelig Østershat også en god spisesvamp med en fin, mild smag. Desuden har den den fordel, at den lader sig dyrke under haveforhold, nemlig ved at man poder indkøbt mycelium på f.eks. en træstub.